# Oči ponora
Oči ponora je 1. epizoda serijala Julia obјavljena u  Epizoda je premijerno u Srbiji objavljena 25. oktobra 2010. godine. Koštala je 300 dinara (2,81 €; 3,95 $). Epizoda je imala 132 strane. Izdavač јe bio Darkwood iz Beograda. 

## Originalna epizoda
Ova epizoda je premijerno objavljena u Italiji kao #1. pod nazivom Gli occhi dell'abisso u 1998. godine. Scenario je napisao Đankarlo Berardi (poznat po scenarijama za strip Ken Parker), a nacrtao je Luka Vanini (takođe radio na Ken Parkeru). Naslovnu stranu nacrtao je Marko Soldi. Epizoda je objavljena u boji. Koštala je 4,9 €.

## Kratak sadržaj
U Garden City-u hara okrutni sadistički ubojica. Okružni tužilac traži pomoć oko rešavanja slučaja od Julie Kendall, mlade kriminološkinje i predavača na Hollyhock univerzietu. Julia zbog lošeg iskustva u prošlosti najpre odbija slučaj, ali nakon što sledeća žrtva bude njezina studentkinja ipak odluči da surađuje s policijom.

## Glavni likovi i inspiracija filmskim glumcima
Lik Julie Kendal inspirisan je likom glumice Odri Hepbern. Ostali likovi su takođe inspirisani slavnim glumcima: Emily Jones je Whoopy Goldberg, poručnik Alan Webb je John Malkovich, narednik Ben Irving je John Goodman, a privatni detektiv Leo Baxter je mladi Nick Nolte.

## Prethodna i naredna epizoda
Naredna epizoda nosila je naziv Predmet ljubavi izašla je u januaru 2011. god.